# Waterford (Connecticut)
Waterford es un pueblo ubicado en el condado de New London en el estado estadounidense de Connecticut. En el año 2020 tenía una población de 19,571 habitantes y una densidad poblacional de 170 personas por km².

## Geografía
Waterford se encuentra ubicado en las coordenadas 41°20′59″N 72°08′49″O / 41.34972, -72.14694.

## Demografía
Según la Oficina del Censo en 2000 los ingresos medios por hogar en la localidad eran de $42,409 y los ingresos medios por familia eran $48,494. Los hombres tenían unos ingresos medios de $40,591 frente a los $29,015 para las mujeres. La renta per cápita para la localidad era de $22,083. Alrededor del 9.6% de la población estaban por debajo del umbral de pobreza.